# Budakeszi
Budakeszi (Duits: Wudigeß) is een plaats (város) en gemeente in het Hongaarse comitaat Pest. Budakeszi telt 13.590 inwoners (2007).
De gemeente Budakeszi is gelegen in het budagebergte. Als populaire forensengemeente groeit het aantal inwoners al jaren. 

## Bevolkingsgroei
- 1990 - 11.803 inwoners
- 2001 - 12.632 inwoners
- 2011 - 13.495 inwoners
- 2020 - 14.874 inwoners

## Geschiedenis
Tot na de Tweede Wereldoorlog had Budakeszi in meerderheid een Duitse bevolking van Donau-Zwaben. In 1946 werden deze etnische Duitsers grotendeels uit Hongarije verdreven. De familie van de Duitse minister Joschka Fischer was afkomstig uit Budakeszi en werd eveneens verdreven.
In 2011 verklaarden nog 4,6% van de inwoners te behoren tot de Duitse minderheid van Hongarije.
Tegenwoordig is Budakeszi een forensengemeente van Boedapest die snel is gegroeid na de omwentelingen in 1990. De plaats is gelegen in de heuvels van het Buda-gebergte en heeft een attractie voor toeristen: het Vadaspark wildpark.